# Владимир Немцану
Владимир Немцану (рум. Vladimir Nemţeanu, фр. Vladimir Nemtanu, народився в Бухаресті) — румунсько-французький скрипаль і музичний педагог, соліст-концертмейстер Національного оркестру Бордо — Аквітанії, керівник інструментального ансамблю Аквітанії, професор Ліонської консерваторії, лауреат міжнародних конкурсів.

## Біографія
Володимир Немцану здобув музичну освіту в Бухаресті у учня Давида Ойстраха Штефана Ґеорґіу. З 1979 він працює солістом-концертмейстером Національного оркестру Аквітанії, з 2004 — викладає в Ліонській консерваторії, а також регулярно дає майстер-класи в Іспанії і Італії.
Дві дочки Немцану також стали відомими скрипальками: Сара Немцану — солістка Національного оркестру Франції, Дебора Немцану — солістка оркестрового ансамблю Парижа. Серед учнів Володимира Немцану його племінник — скрипаль Самуель Немцану, син скрипаля Адріана Немцану.
Владимир і Сара Немцану брали участь в роботі над саундтреком картини Раду Міхайляну «Концерт».

## Нагороди та звання
- Лауреат I премії румунського національного конкурсу (1976)
- Лауреат III премії XXIII конкурсу скрипалів імені Паганіні (Генуя, 1976)
- Лауреат конкурсу імені Тібора Варги (Сьйон, 1977)